# 太行日报
《太行日报》，创刊于1958年7月1日，为中华人民共和国山西省晋城市委机关报。国内统一刊号CN14-0022。

## 历史沿革
1958年7月1日，《晋东南报》创刊，时为晋东南地委机关报，1961年停刊，1967年复刊，并先后更名为《红四战报》、《新晋东南》、《新太行报》、《晋东南报》、《晋东南通讯》等。1984年9月更名为《太行日报》，邓小平题写报头。